# Bureschiana thracica
Bureschiana thracica es una especie de escarabajo del género Bureschiana, familia Leiodidae. Fue descrita por Pier Mauro Giachino en 1989.

## Distribución
Se encuentra en Grecia y Bulgaria. Giachino, aclara que la población en los alrededores de Nedelino podría pertenecer a una subespecie distinta, pero esto deberá confirmarse con otras revisiones. 